# 1,3,4,6-Tetra-O-acetyl-α-D-glucopyranose
1,3,4,6-Tetra-O-acetyl-α-D-glucopyranose ist eine chemische Verbindung, die sich von der Glucose ableitet. Sie ist als Zwischenprodukt in der organischen Synthese von Bedeutung.

## Gewinnung und Darstellung
1,3,4,6-Tetra-O-acetyl-α-D-glucopyranose wird durch Solvolyse von 3,4,6-Tri-O-acetyl-β-D-glucopyranosylchlorid in Essigsäure bei Raumtemperatur gewonnen.